# Rough (manga)
Rough (ラフ?, Rafu) è un manga scritto e disegnato da Mitsuru Adachi pubblicato dalla Shogakukan su Weekly Shōnen Sunday dal 1987 al 1989, ed è stato successivamente raccolto in 12 tankōbon. La serie è stata adattata in un film nel 2006, distribuito in Giappone dalla Toho.

## Trama
La storia inizia con un nuovo anno scolastico presso l'istituto superiore Eisen al quale sono arrivate, tra le altre, cinque nuove matricole di cui molti sportivi; la vicenda del manga ruota intorno a Keisuke Yamato, giovane promessa del nuoto stile libero e ad Ami Ninomiya, una tuffatrice molto carina e popolare.
Le rispettive famiglie dei due ragazzi sono entrambe produttrici di dolci tradizionali e rivali in accesa competizione da generazioni: Ami odia Keisuke e la sua famiglia, reputandoli responsabili della morte di suo nonno, la ragazza, scoprendo che il suo compagno di scuola è l'"odiato Yamato", gli dice subito cosa pensa di lui e della sua famiglia, cosa che spiazza il ragazzo, nella cui famiglia l'odio per i Ninomiya è noto solo ai più vecchi.
Nonostante la storia di rivalità tra le famiglie, Keisuke e Ami iniziano a parlarsi e tra loro comincia a nascere un germoglio di amicizia e anche di sentimento, coltivato da molte casualità che li fanno finire insieme durante il cosiddetto "appuntamento di dormitorio" e poi nei turni delle pulizie.
Oltre ai due protagonisti la storia segue le vicende personali e sportivi di molti ragazzi, compagni di dormitorio di Keisuke: Ogata è un vecchio amico di Ami e giocatore di baseball che sogna la finale nazionale, è innamorato della ragazza ma consapevole di non avere speranza e rassegnato in amore come nello sport.
Seki è un altro compagno di Keisuke e suo amico/nemico, il ragazzo è a sua volta innamorato di Ninomiya e, nonostante sia un promettente karateka, decide di cambiare club sportivo iscrivendosi a quello di nuoto per rivaleggiare con Yamato ed essere più vicino alla compagna di classe. Con molto impegno si dedicherà a imparare a nuotare e migliorare i propri tempi nella speranza di farsi notare da Ami.
Entra in scena anche Kaori, una tuffatrice rivale di Ninomiya che frequenta la piscina dell'Eisen, e che odia Yamato perché alle medie l'ha vista nuda e, nonostante questo, l'ha scambiata per un maschio. Keisuke si farà perdonare in varie occasioni, soccorrendola quando era ferita e salvandola da un gruppo di teppisti e alla fine, nonostante sia fidanzata con una promessa del nuoto come Yamato, anche Kaori parteggerà per quest'ultimo.
Ami e Keisuke, tra varie incomprensioni, cercheranno di crescere sia come sportivi che come coppia e, sebbene non si frequentino ufficialmente, entrambi iniziano a provare dei sentimenti reciproci, cercando di arrivare insieme ai nazionali di nuoto e di tuffi dove Yamato dovrà confrontarsi con Hiroki, il "fratellino" di Ami con cui lei ha trascorso l'infanzia e detentore del record nazionale di stile libero, il quale è segretamente innamorato di lei.

## Edizione italiana
La serializzazione italiana dell'adattamento di Rough è cominciata nel 1995 ad opera della Star Comics. La serie prende il posto del popolare manga Orange Road nella collana Starlight, ma le vendite sono talmente deludenti che la serie subisce un arresto e viene in seguito trasferita sulla testata Storie di Kappa , infatti sul dorso dei volumetti della prima edizione appaiono le due diverse collane e gli ultimi sono nettamente più corposi in quanto a numero di pagine. La pubblicazione degli ultimi volumi del manga si dimostra addirittura in perdita per la casa editrice, al punto che sino al 1999 non fu importata più alcuna opera di Mitsuru Adachi.
Paradossalmente il successo delle successive opere di Adachi pubblicate in Italia, portarono a far diventare Rough uno dei fumetti maggiormente richiesti agli arretrati della Star Comics.
Nel 2016 esce, sempre per Star Comics, una nuova edizione italiana del fumetto, questa volta in sei volumi aderente all'edizione wideban giapponese.

## Film
Il film live action adattato dal manga Rough è stato distribuito esclusivamente in Giappone dalla Toho, il 26 agosto 2006. La storia del film segue fedelmente quella del manga, benché sia molto condensata. Regista del film è Kentarō Ōtani, mentre gli attori protagonisti sono Mokomichi Hayami (Keisuke), Masami Nagasawa (Ami) e Tsuyoshi Abe (Hiroki).